# 우즈베키스탄의 행정 구역
다음은 우즈베키스탄의 행정 구역에 관한 서술이다.